# ポルトゥヌス神殿

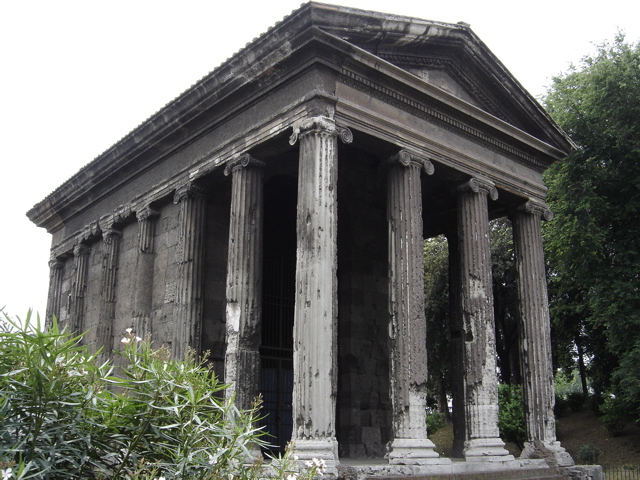
フォルム・ボアリウムにあるポルトゥヌス神殿

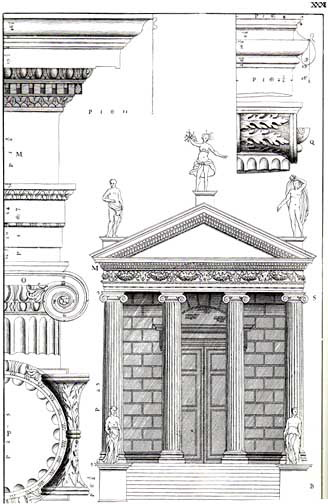
"The Temple of Fortuna Virilis" in Isaac Ware, The Four Books of Andrea Palladio's Architecture, London, 1738.

ポルトゥヌス神殿（Templum Portunus、イタリア語: Tempio di Portuno）はイタリアのローマにある古代の建築物で、ポルトゥーヌス神に捧げられた神殿である。イオニア式の建築で、かつて好古家がフォルトゥナ・ウィリリス神殿（Fortuna Virilis、勇敢な幸運）と誤って命名したため、その名で呼ばれることも多い。テヴェレ川のそばのフォルム・ボアリウムにある。フォルム・ボアリウムはテヴェレ川の港 (Port Tiberinus) を見晴らす位置にあり、ポルトゥヌス神殿はオスティアから家畜を乗せたはしけが入港する様を見渡していた。

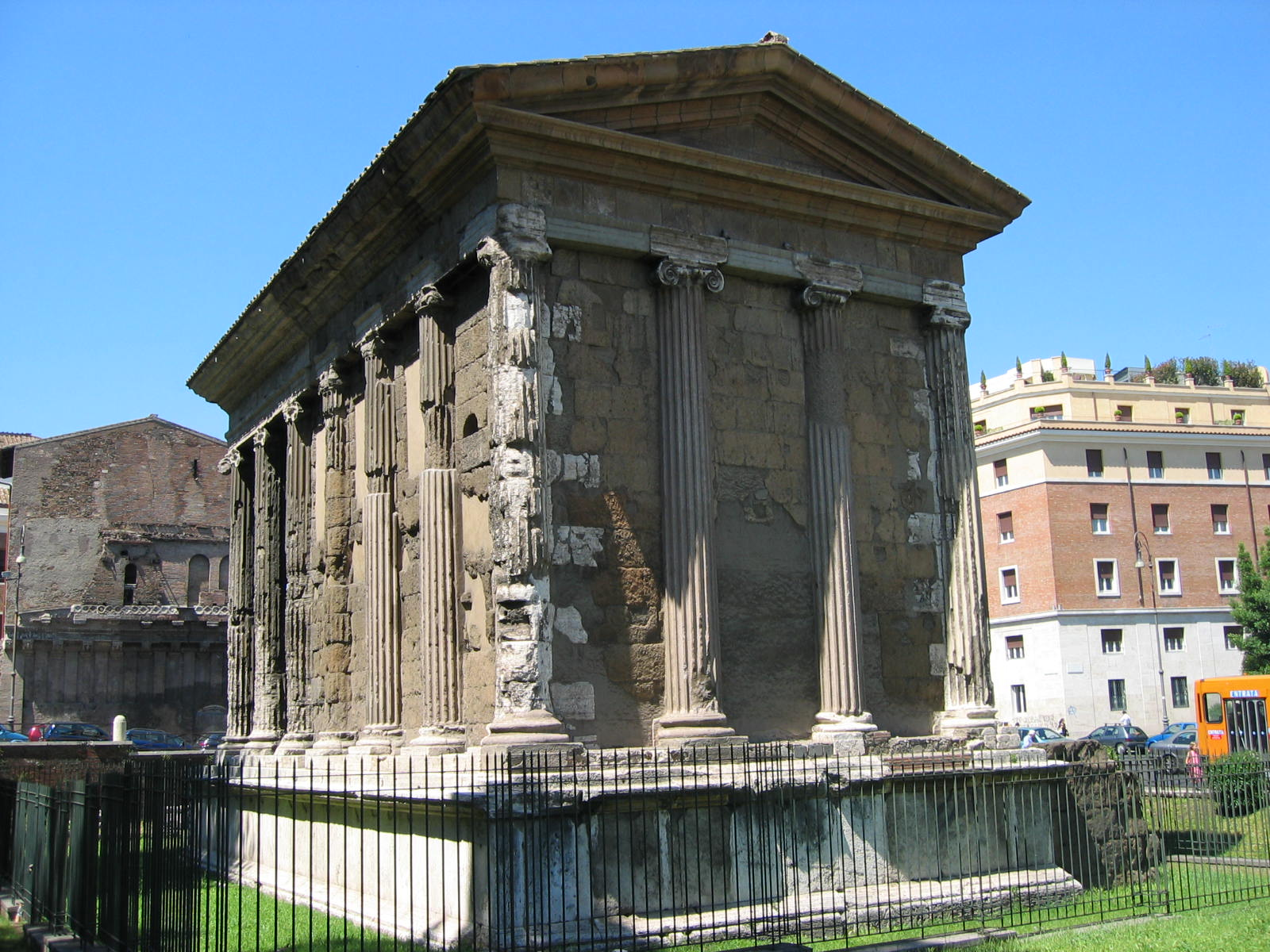
後ろから見たところ

この神殿は紀元前75年に建設され、紀元前1世紀のうちに修復されている。4柱式のポルチコと内陣 (cella) からなる四角い建物で、階段つきの高い壇の上に建てられている。ニームのメゾン・カレのように、4本のイオニア式円柱からなるポルチコが正面にあり、その奥に2本の柱がある。ポルチコの円柱は独立しているが、長辺の5本の柱と裏面の4本の柱は内陣の壁に埋め込まれている。このような形式を「擬周翼式 (pseudoperipteral)」と呼び、パルテノン神殿のように独立した円柱が周囲全体を囲んでいる周柱式 (peripteral) 神殿とは区別する。凝灰岩とトラバーチンでできており、表面を化粧しっくいで仕上げている。
この神殿の保存状態がよいのは、872年に教会に転用され Santa Maria Egyziaca（エジプトのマリア）に捧げられたためである。そのイオニア式の円柱は評価が高く、18世紀の文献にもそのスケッチが掲載されている（右図参照）。凝灰岩とトラバーチンの表面を覆っていた化粧しっくいは既に剥げ落ちている。
フォルム・ボアリウムには、ポルトゥヌス神殿の南東に円形のヘラクレス・ウィクトール神殿もある。